# Henri Munyaneza
Henri Munyaneza (Kigali, 19 giugno 1984) è un ex calciatore ruandese, di ruolo attaccante.

## Caratteristiche tecniche
Punta centrale, poteva essere impiegato anche nel ruolo di ala.

## Carriera

### Club
Cresciuto nelle file del RWD Molenbeek, nel 2002 si è trasferito al Dender. La stagione successiva ha giocato in prestito all'Eendracht Aalst, totalizzando 24 presenze e 4 reti in campionato. Nel 2004 è tornato al Dender. Dopo due stagioni nelle file del club nerazzurro, nella stagione 2006-2007 ha giocato in prestito al Sint-Truiden, totalizzando 32 presenze e 5 reti in campionato. Al termine della stagione è rientrato al Dender. Il 6 giugno 2008 è stato ufficializzato il suo trasferimento al Germinal Beerschot. Il 12 agosto 2009 si è trasferito in prestito al Dender, tornando così nel club nerazzurro dopo appena un anno. Al termine della stagione è rientrato al Germinal Beerschot. Complice un grave infortunio ed un periodo fuori rosa, non ha disputato alcun incontro ufficiale con il Germinal Beerschot nella stagione 2010-2011. Il 25 gennaio 2011 ha risolto il proprio contratto, rimanendo svincolato. Dopo cinque mesi senza squadra, il 31 maggio 2011 è stato ingaggiato dal White Star Woluwe. Il 29 dicembre 2011 si è trasferito a parametro zero al Sint-Niklase. Ha militato nelle file del club gialloblu per due stagioni, totalizzando 34 presenze e 5 reti in campionato. Il 14 giugno 2013 è passato al Berlare, club di quarta divisione belga. Ha militato nelle file del Berlare per cinque stagioni, concludendo la propria carriera da calciatore nel 2018.

### Nazionale
Ha debuttato in Nazionale il 12 ottobre 2003, in Ruanda-Namibia (3-0), subentrando a Désiré Mbonabucya al minuto 61. Ha partecipato, con la selezione ruandese, alla Coppa d'Africa 2004. È sceso in campo, inoltre, nelle qualificazioni ai Mondiali 2006, 2010 e nelle qualificazioni alla Coppa d'Africa 2008. Ha totalizzato, con la maglia della selezione ruandese, 8 presenze.

## Statistiche

### Cronologia presenze e reti in nazionale
| Cronologia completa delle presenze e delle reti in nazionale ― Ruanda | Cronologia completa delle presenze e delle reti in nazionale ― Ruanda | Cronologia completa delle presenze e delle reti in nazionale ― Ruanda | Cronologia completa delle presenze e delle reti in nazionale ― Ruanda | Cronologia completa delle presenze e delle reti in nazionale ― Ruanda | Cronologia completa delle presenze e delle reti in nazionale ― Ruanda | Cronologia completa delle presenze e delle reti in nazionale ― Ruanda | Cronologia completa delle presenze e delle reti in nazionale ― Ruanda |
| Data                                                                  | Città                                                                 | In casa                                                               | Risultato                                                             | Ospiti                                                                | Competizione                                                          | Reti                                                                  | Note                                                                  |
| --------------------------------------------------------------------- | --------------------------------------------------------------------- | --------------------------------------------------------------------- | --------------------------------------------------------------------- | --------------------------------------------------------------------- | --------------------------------------------------------------------- | --------------------------------------------------------------------- | --------------------------------------------------------------------- |
| 12-10-2003                                                            | Kigali                                                                | Ruanda                                                                | 3 – 0                                                                 | Namibia                                                               | Qual. Mondiali 2006                                                   | -                                                                     | 61’                                                                   |
| 8-1-2004                                                              | Port Said                                                             | Egitto                                                                | 5 – 1                                                                 | Ruanda                                                                | Amichevole                                                            | -                                                                     |                                                                       |
| 1-2-2004                                                              | Bizerte                                                               | Ruanda                                                                | 1 – 0                                                                 | RD del Congo                                                          | Coppa d'Africa 2004 - Gironi                                          | -                                                                     | 65’                                                                   |
| 3-7-2004                                                              | Kigali                                                                | Ruanda                                                                | 0 – 2                                                                 | Zimbabwe                                                              | Qual. Mondiali 2006                                                   | -                                                                     | 46’                                                                   |
| 27-3-2005                                                             | Orano                                                                 | Algeria                                                               | 1 – 0                                                                 | Ruanda                                                                | Qual. Mondiali 2006                                                   | -                                                                     | 88’                                                                   |
| 8-10-2006                                                             | Monrovia                                                              | Liberia                                                               | 3 – 2                                                                 | Ruanda                                                                | Qual. Coppa d'Africa 2008                                             | -                                                                     |                                                                       |
| 25-3-2007                                                             | Malabo                                                                | Guinea Equatoriale                                                    | 3 – 1                                                                 | Ruanda                                                                | Qual. Coppa d'Africa 2008                                             | -                                                                     | 63’                                                                   |
| 6-9-2008                                                              | Nouakchott                                                            | Mauritania                                                            | 0 – 1                                                                 | Ruanda                                                                | Qual. Mondiali 2010                                                   | -                                                                     | 41’ 72’                                                               |
| Totale                                                                |                                                                       | Presenze                                                              | 8                                                                     |                                                                       | Reti                                                                  | 0                                                                     |                                                                       |